# 杭州蘇寧生活廣場
30°16′47.8″N 120°9′3.6″E / 30.279944°N 120.151000°E
杭州苏宁生活广场位于杭州市拱墅区湖墅南路90号，2014年12月26日开业。建筑面积2.2万平米，这是苏宁历时3年、斥资7亿人民币打造的杭州首家、浙江省第二家自建店（苏宁浙江省首家自建店落户在湖州）。

## 历史
苏宁生活广场共8层，外表为蓝色，1到4层主要为苏宁EXPO(超级店)。
1层为对外招商和苏宁超市，苏宁精选超市营业面积400平方米，主营商品2000余种，包括休闲食品、主食调料、酒水饮料、家居清洁、生活日用、化妆个护等，还包含蔬果生鲜、冷冻食品、熟食饮品等。3层为苏宁红孩子，红孩子实体店超过800平方米，经营母婴食品、服装、玩具、童车童床、奶粉、纸尿裤等母婴产品；实体店还设有儿童互动体验空间，为母婴群体打造试用体验、亲子互动、早教中心一站式购物体验。
5到8层为温莎KTV，另入驻有星巴克咖啡。